# Dronero
Dronero (piemontesisch Droné, okzitanisch Draonier) ist eine Gemeinde in der italienischen Provinz Cuneo (CN), Region Piemont. Der Ort bildet ein Zentrum des Mairatals.

## Lage und Einwohner
Dronero liegt knapp 20 km nordwestlich von der Provinzhauptstadt Cuneo entfernt, am Eingang des Valle Maira am Zusammenfluss der Maira und des Roccabruna. Die Gemeinde umfasst eine Fläche von 58,96 km² und hat 7022 Einwohner (Stand 31. Dezember 2023).
Die Nachbargemeinden sind Busca, Caraglio, Cartignano, Castelmagno, Montemale di Cuneo, Monterosso Grana, Pradleves, Roccabruna, San Damiano Macra und Villar San Costanzo.

## Geschichte
Dronero geht vielleicht erst auf das byzantinische * Draconerius zurück, dort entstand auch ein monastisches Zentrum.
In den Statuti della Valmaira von 1396 gaben sich die zwölf Gemeinden der Unabhängigen Republik Mairatal (Repubblica indipendente della Valle Maira) eine gemeinsame Verfassung für ihre bereits funktionierende Taldemokratie, die in Stroppo tagte. Die Statuten regelten die Organisation der Behörden, den Unterhalt der Wege, die Formen der landwirtschaftlichen Nutzung usw. San Damiano Macra, Pagliero und Dronero wählten fünf Deputierte, die das obere Tal in einer Art Parlament vertraten, das möglicherweise bis 1020 zurückreicht.

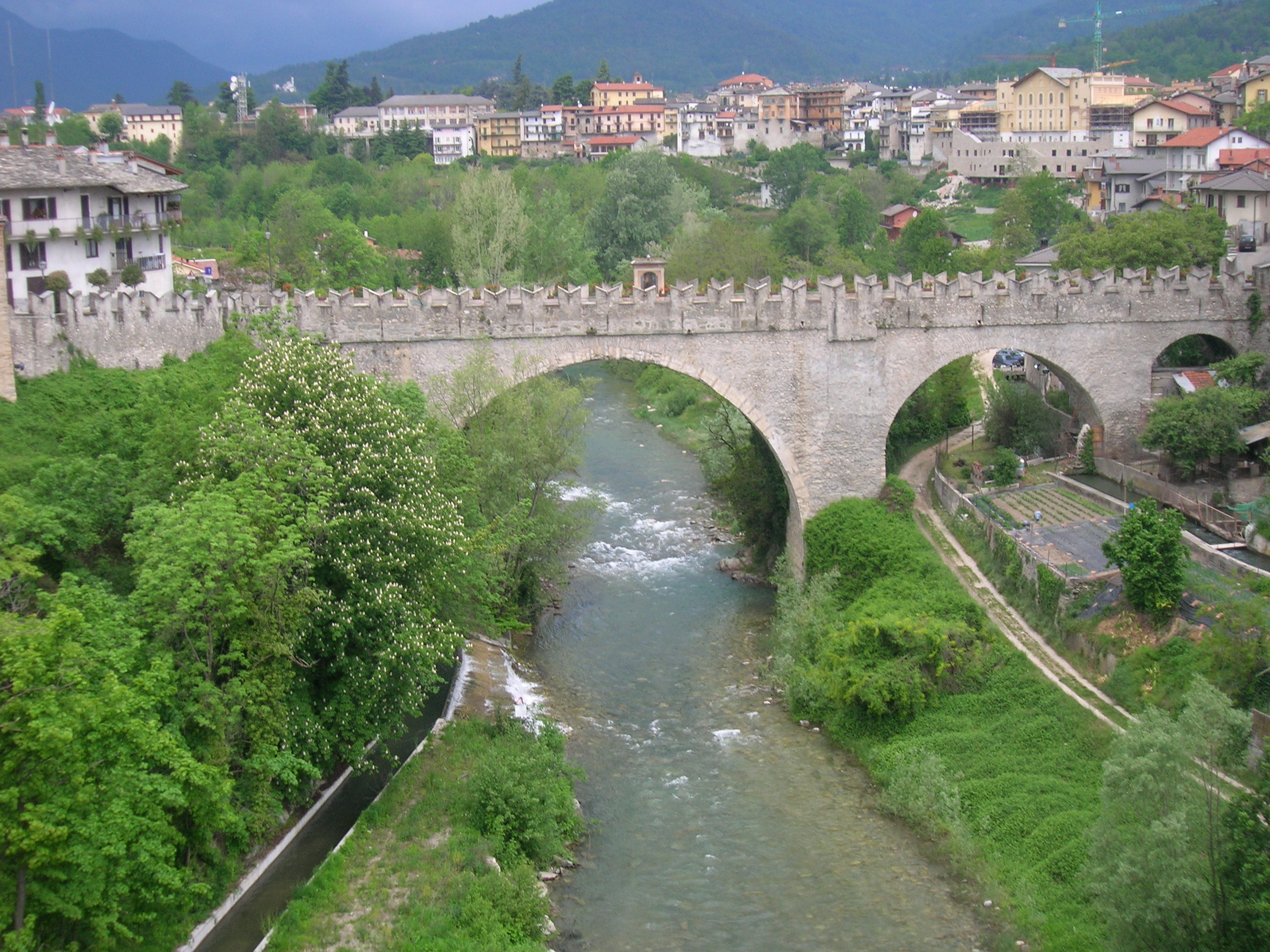
Der Ponte del Diavolo mit seinen drei Bögen überquert die Maira in Dronero. Die Brücke entstand im frühen 15. Jahrhundert.

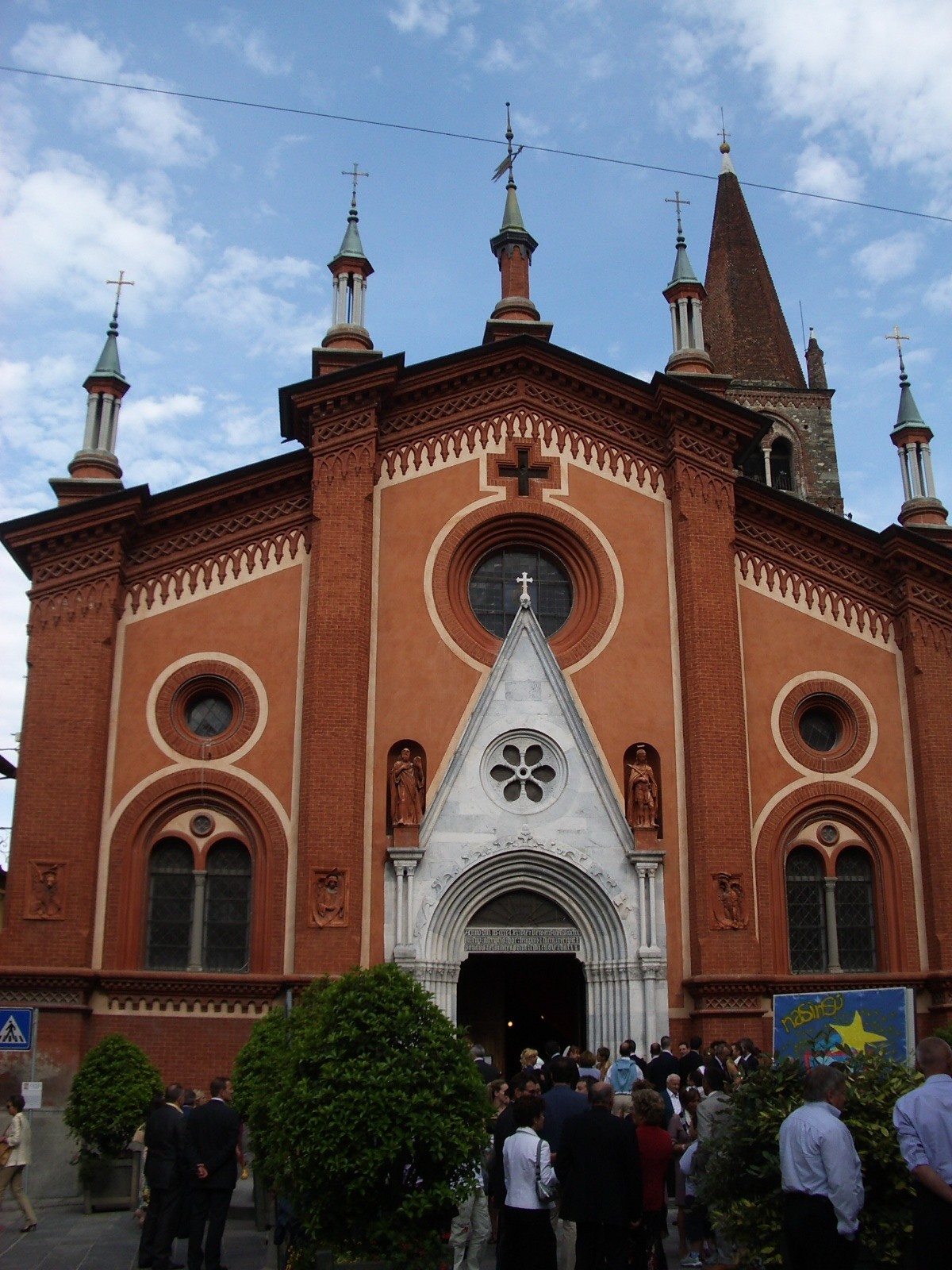
Die gotische Basilika SS. Andrea e Ponzio, Portal von 1455

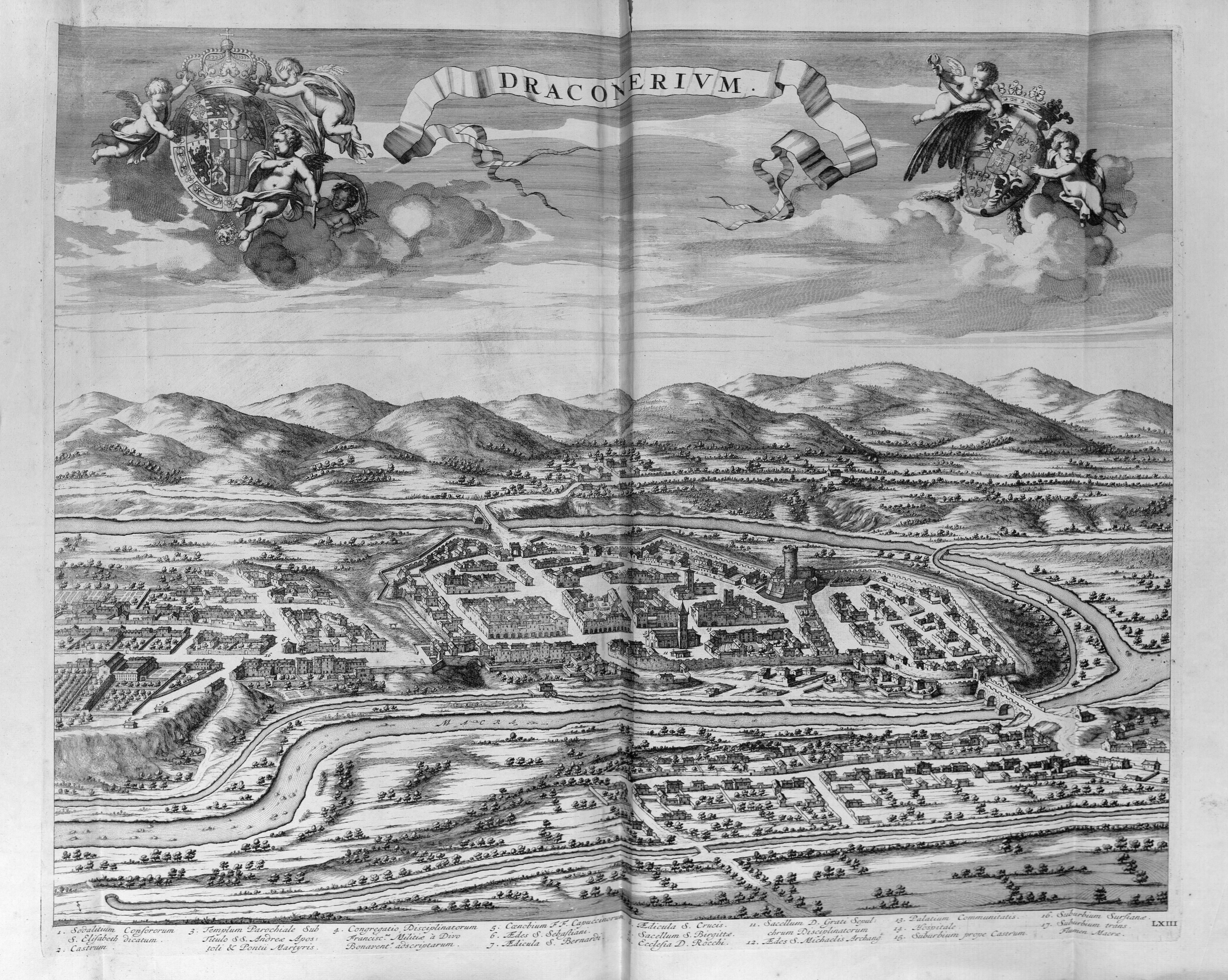
Die Stadt im Jahr 1726

Schon lange führte eine für Karren befahrbare Straße von Dronero bis nach San Damiano, von wo Transporte mit Eseln und Maultieren fortgesetzt werden mussten. Feste Brücken über die Maira gab es nur in Dronero, wo 1428 der Ponte del Diavolo entstand, Der Fluss diente zudem der Flößerei. Lärchen und Tannen wurden in großen Mengen die Maira abwärts bis Dronero befördert.
1548 kam die Grafschaft Saluzzo und damit auch das Mairatal an Frankreich. In San Damiano Macra, in Acceglio und Dronero wurden Konvente gegründet, die den Kampf gegen die reformierten Gruppen unterstützen sollten. Führer der örtlichen Gegenreformation war der Kapuziner Valeriano Berna da Pinerolo. Dabei galt Dronero nach der Hochburg des Calvinismus als „Klein Genf“ (piccola Ginevra), denn dort galt von den etwa 3000 Einwohnern vielleicht mehr als die Hälfte als „Häretiker“. Herzog Carlo Emanuele I. von Savoyen, der 1601 in den Besitz der Markgrafschaft Saluzzo gekommen war, nahm die Bekämpfung dieser Ketzerei als Vorwand, um das Tal zu erobern.
Im Jahr 1859 wurde das Mairatal ein Teil der Provinz Cuneo. Die zweite Hälfte des 19. und der überwiegende Teil des 20. Jahrhunderts waren durch starke Ab- und Auswanderung sowie Überalterung gekennzeichnet. Dabei verließen die Bewohner zunächst in einer ersten Welle die höher gelegenen Orte und zogen in die Täler, bzw. die Orte am Rande des Haupttales, vor allem nach Dronero. In einer zweiten Welle zogen viele Bewohner von dort weiter in die industriellen Zentren, vor allem nach Turin.
Während des Zweiten Weltkriegs kam es in der Gebirgszone zu heftigen Partisanenkämpfen. Am 26. Juli 1944 versammelten sich daher Waffen-SS und eine motorisierte Kolonne der Wehrmacht in Dronero. Sie brannten mehrere Dörfer nieder und verhafteten zahlreiche der etwa 600 Partisanen.
Nach dem Krieg setzte sich die Abwanderung im oberen Mairatal fort. Die Zahl der Pendler nahm gleichfalls stark zu. Während Bewohner des unteren Mairatals nach Dronero fuhren, arbeiteten die des mittleren und oberen Tals, trotz der größeren Entfernung, eher in Cuneo.
Von 1879 bis 1948 war Dronero Endstation einer Straßenbahn nach Cuneo. Am 20. September 1912 wurde die Bahnstrecke Busca-Dronero eröffnet, die die Stadt mit der Bahnstrecke Savigliano–Saluzzo–Cuneo verband. Die Strecke wurde 1966 für den Personenverkehr geschlossen und blieb bis 1982 für den Güterverkehr noch geöffnet. Eine Wiedereröffnung zu touristischen Zwecken scheiterte in den 2000er Jahren. Der Bahnhof wurde renoviert und es ist geplant diesen in einen Begegnungsort umzugestalten.
Am 13. Januar 2020 verlegte Gunter Demnig 5 Stolpersteine in Dronero, die Widerstandskämpfern gewidmet sind.

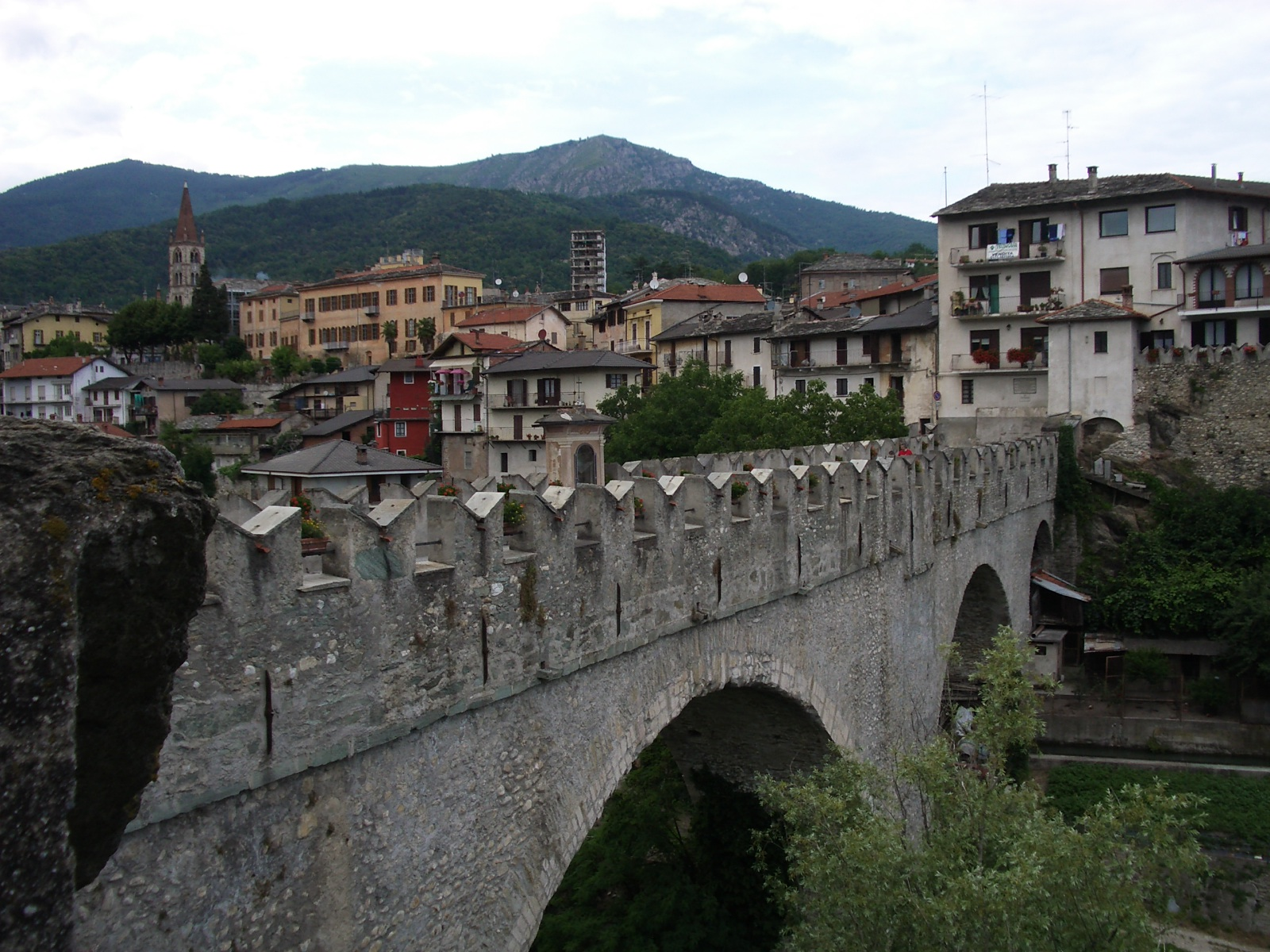
Panorama
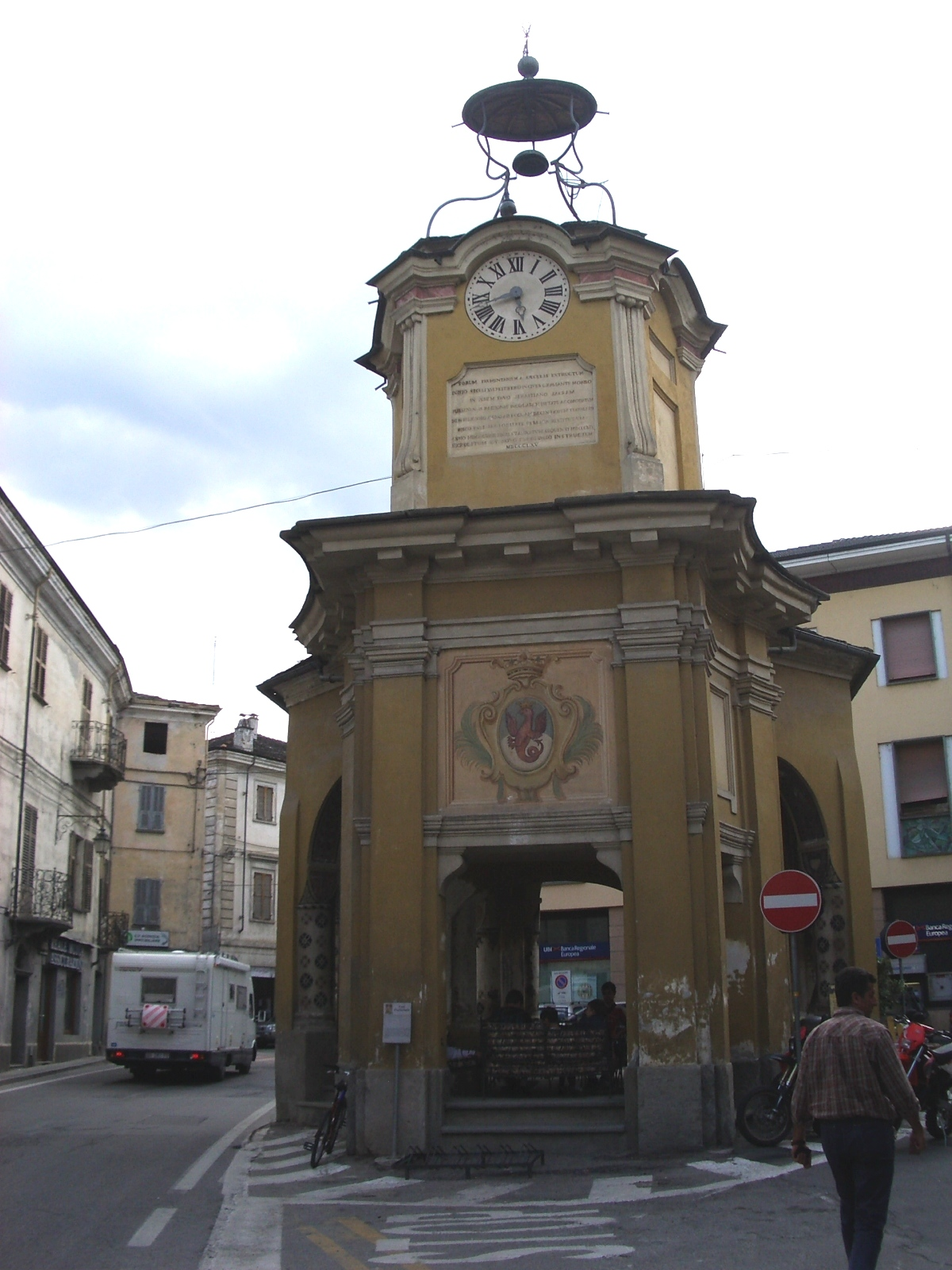
Ehemalige Markthalle für Getreide und Sardellen (Kuppeloktogon)
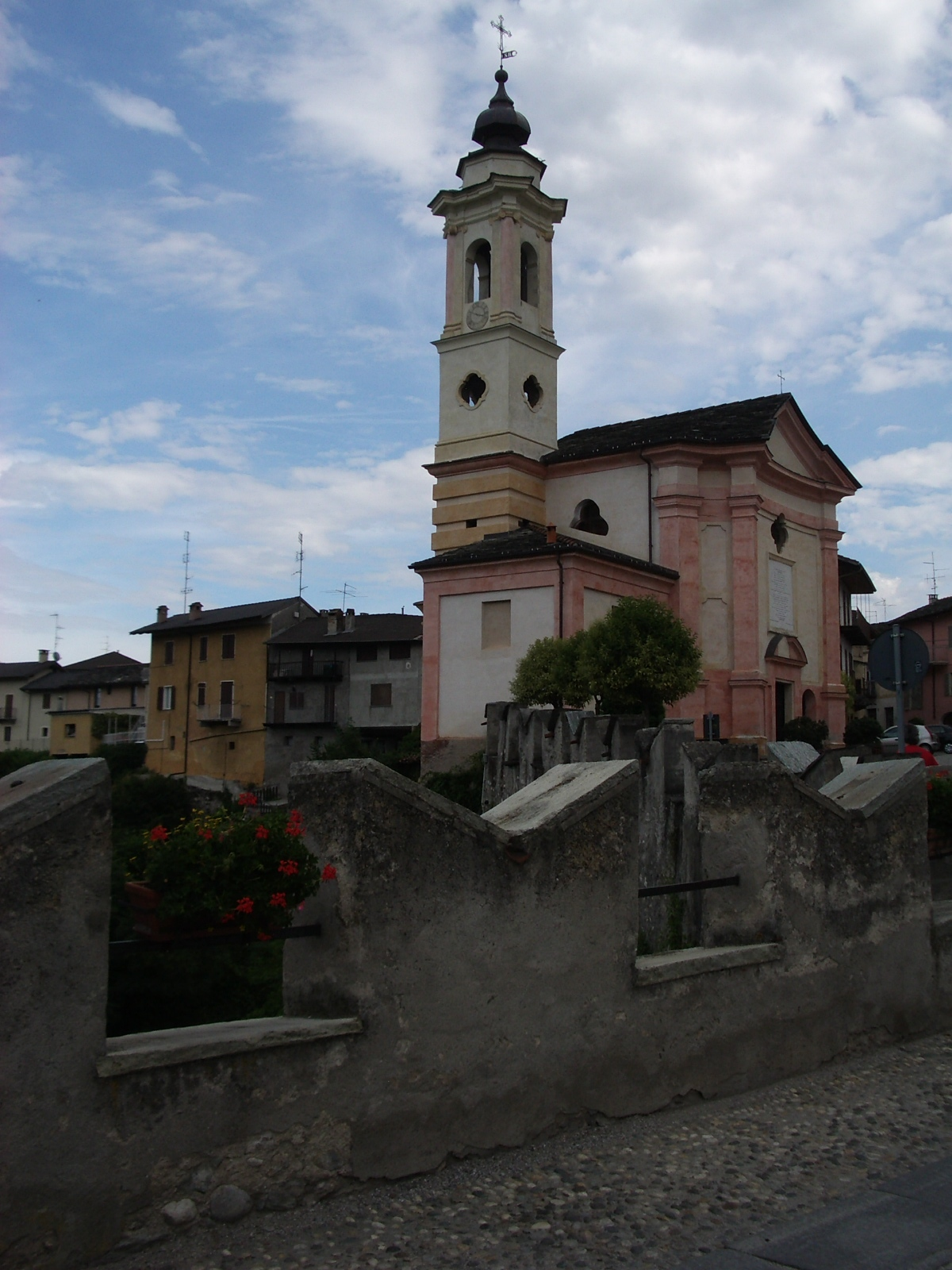
Kirche Santa Brigida mit Gedenktafel an das Feuerlöschwunder von 1631
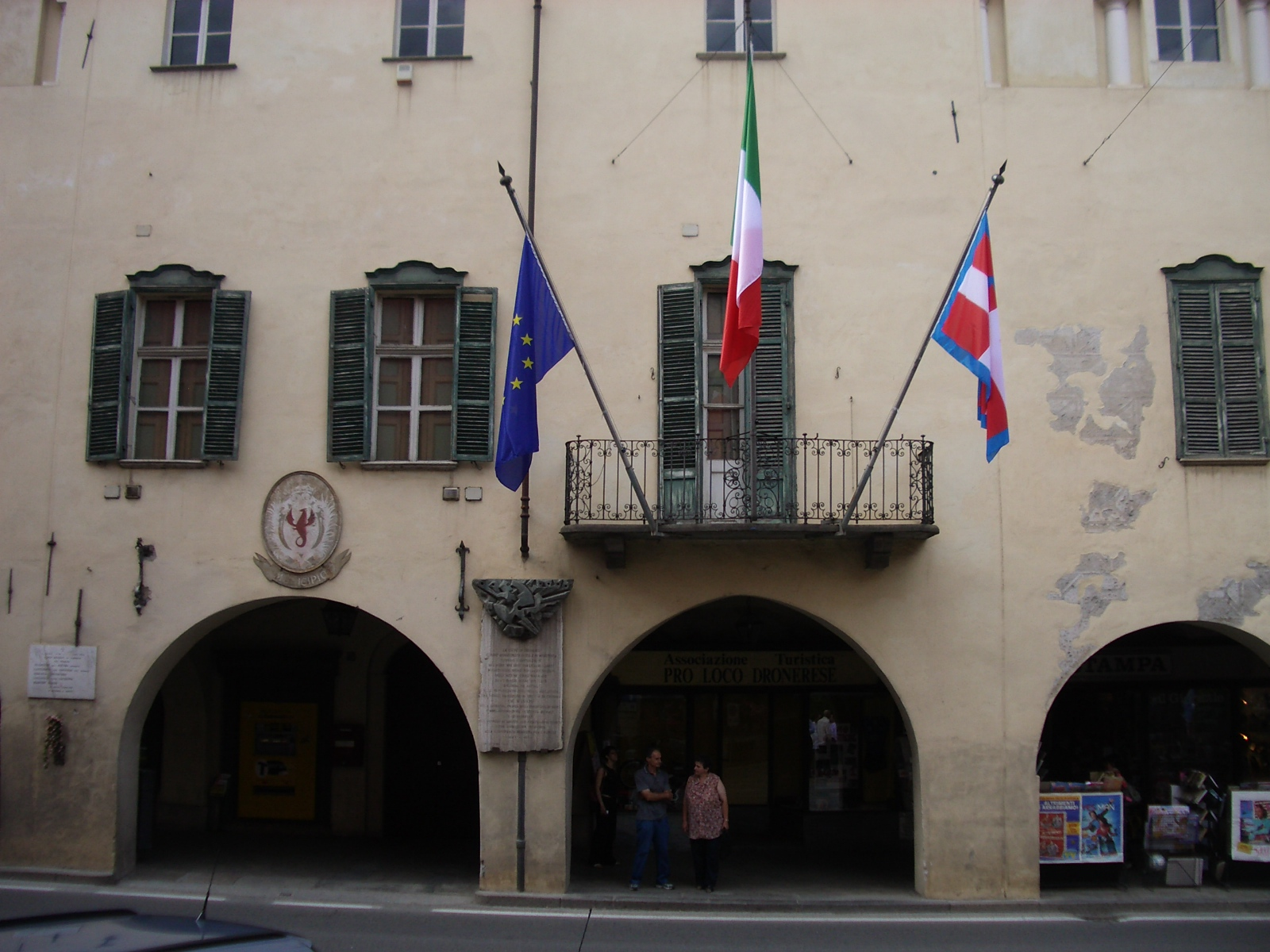
Stadthaus und mittelalterliche Arkadengänge
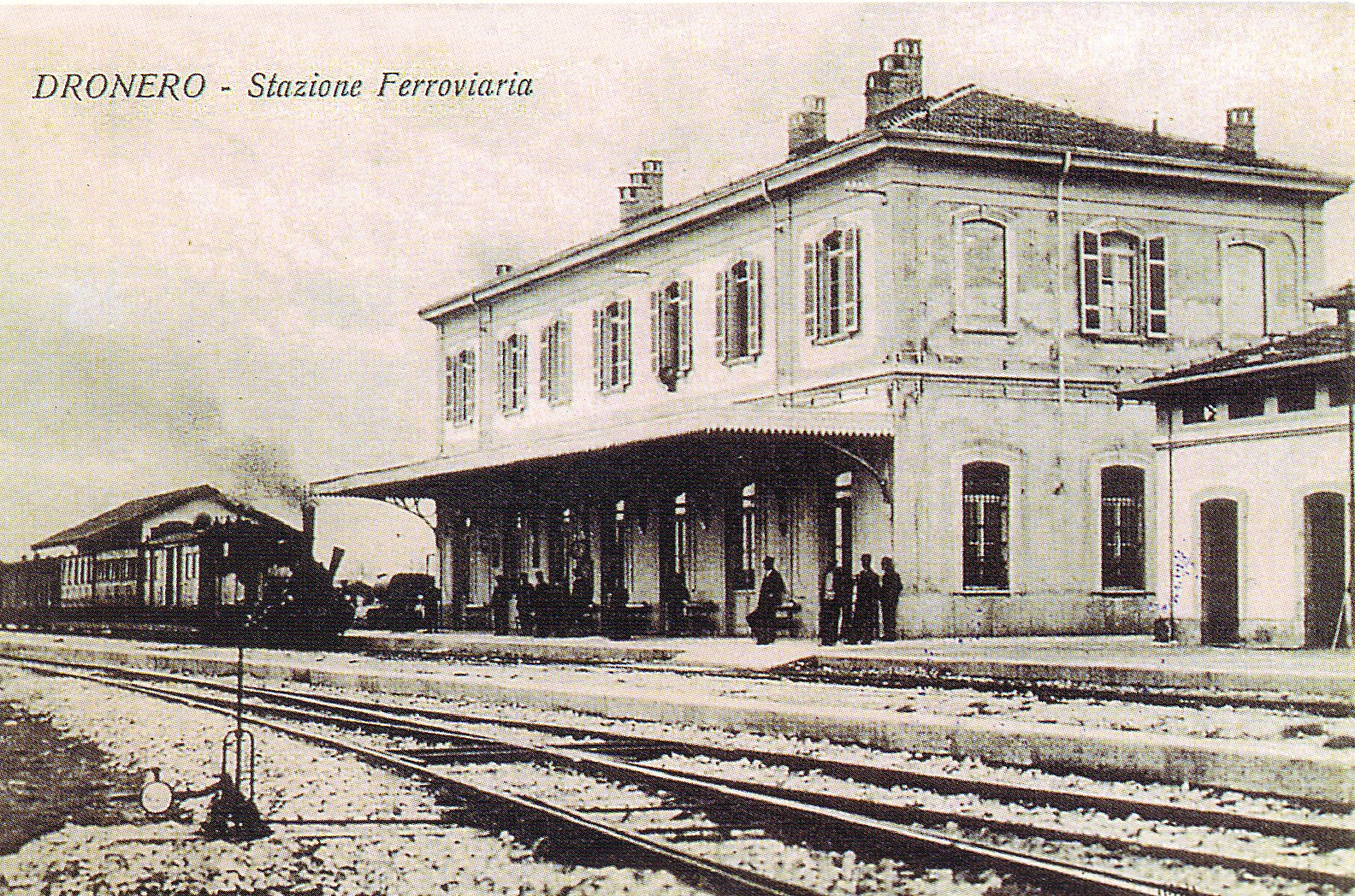
Bahnhof Anfang des 20. Jahrhunderts
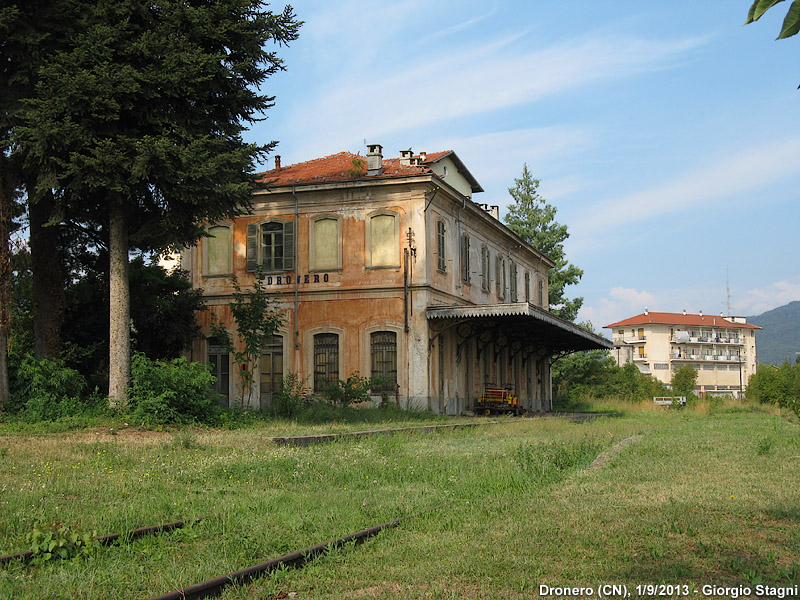
Alter Bahnhof von Dronero
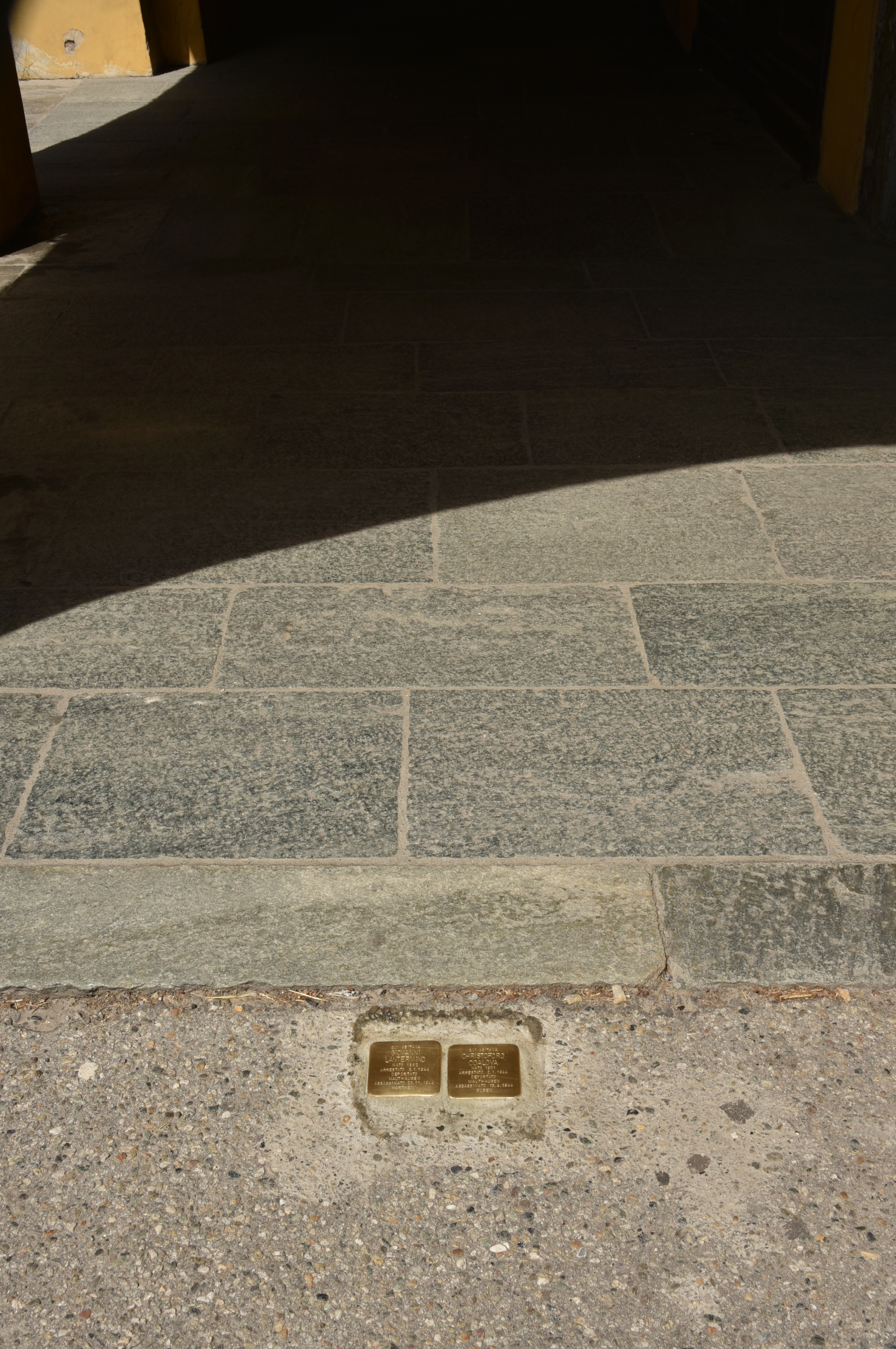
2 Stolpersteine in Dronero

## Kultur
Im Ort befindet sich ein eigenes Museum, das Museo Civico Luigi Mallé.